# 住田町
住田町（すみたちょう）は、岩手県東南部に位置する気仙郡の町。
豊富な森林資源と木材加工施設が整備されていることから「森林・林業日本一の町」を目指している。

## 地理

### 位置
住田町は、岩手県の東南部、北上高地の南部にあり、盛岡市から約90 kmの位置にある。
海には接しておらず、東に釜石市、南東に大船渡市、南に陸前高田市、南西に一関市、西に奥州市、北に遠野市が隣接する。

### 地質
古生代の堆積岩と、中生代の火成岩からなっており、約80％が堆積岩で占められている。

### 地形
四方を山に囲まれ、平坦地は極めて少ない。町北東部から大きく西部に蛇行して南下する気仙川及びその支流沿いに集落及び農耕地が集中している。

### 山岳

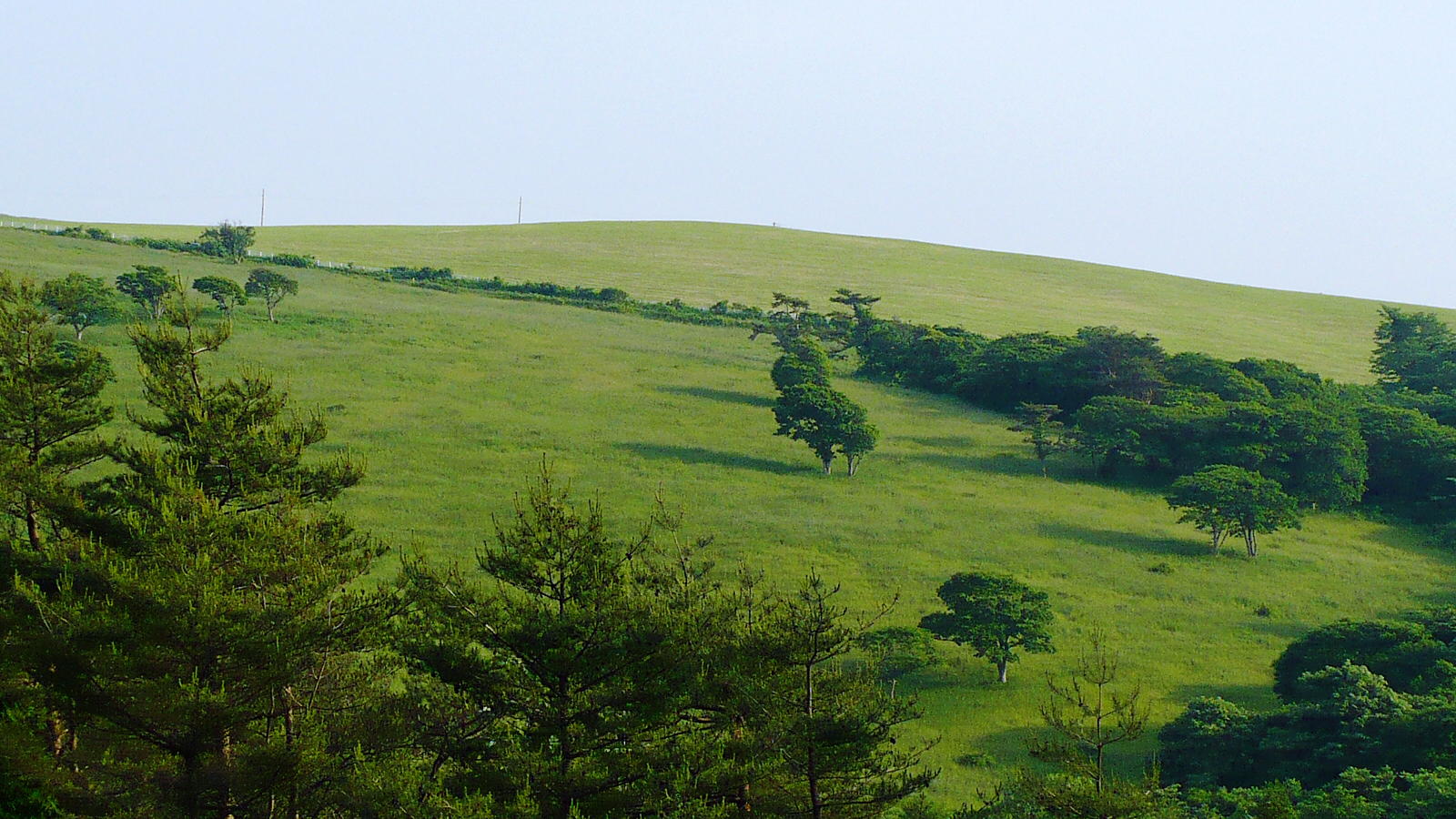
種山ヶ原

四方を標高600～1300 mの山に囲まれている。森林面積は、30,289 haと総面積の約90％となっている。民有林の割合は73.7％であり、そのうちの人工林率は53.8％となっている。
- 東
  - 五葉山（1351メートル）
- 北
  - 高清水山（1013メートル）
- 西
  - 種山ヶ原（物見山：870メートル）
- 南
  - 生出山（684メートル）

### 河川

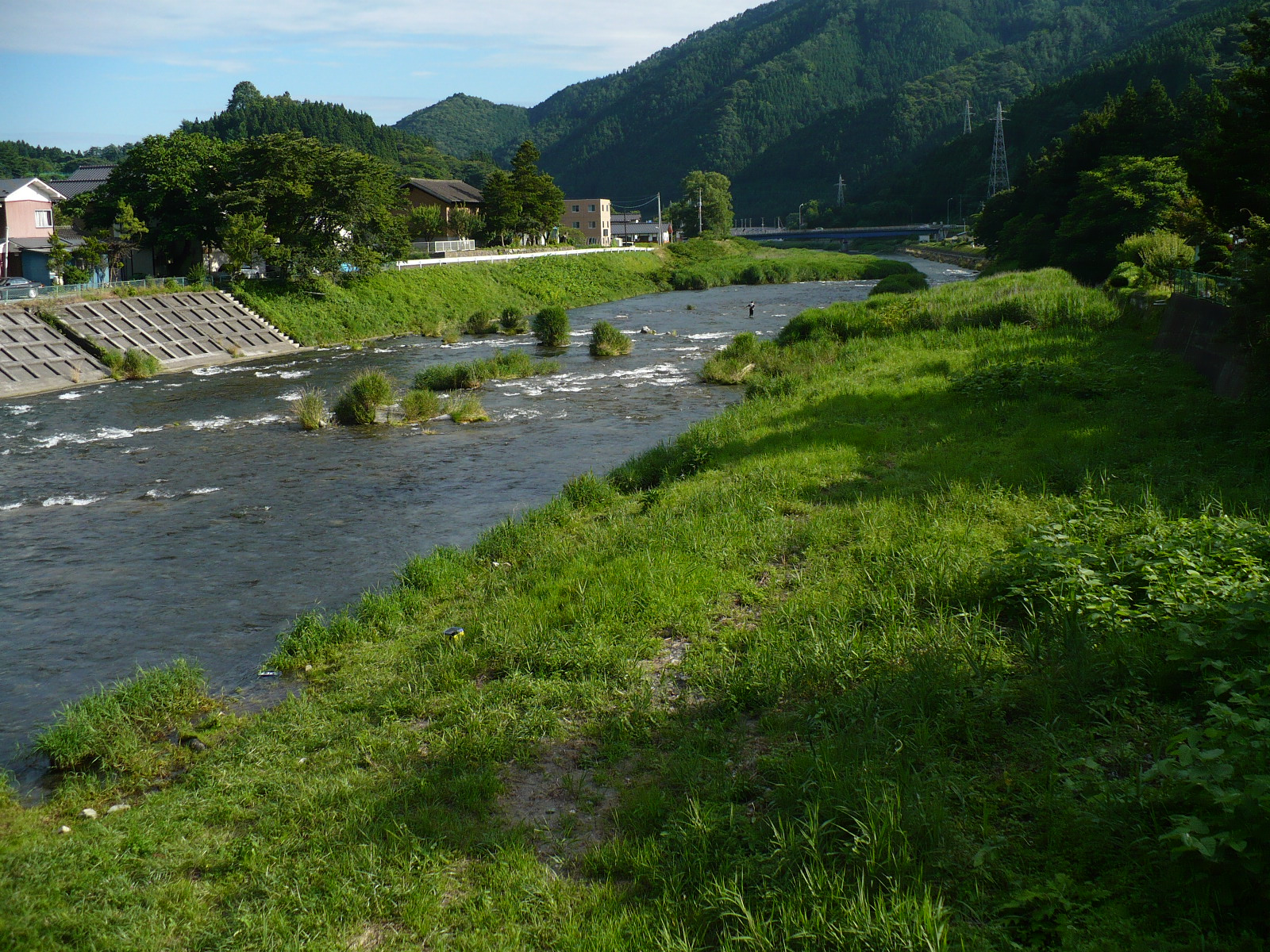
気仙川
昭和橋より下流を望む

町内を流れる清流、気仙川ではヤマメ・イワナ（3月解禁）、アユ（7月解禁）を釣ることができる。なお、支流の大股川にダム建設を行っていた（津付ダム）が2014年7月に建設中止が決定した。
- 気仙川（二級河川気仙川水系）
  - 五葉川
  - 坂本川
  - 火の土川
  - 新切川
  - 大股川
  - 中沢川

## 気候
寒暖の差が大きく気温の年較差、日較差が大きい顕著な大陸性気候である。降雪量が多く、周辺の自治体と同様に豪雪地帯に指定されている。
| 住田（1991年 - 2020年）の気候      | 住田（1991年 - 2020年）の気候 | 住田（1991年 - 2020年）の気候 | 住田（1991年 - 2020年）の気候 | 住田（1991年 - 2020年）の気候 | 住田（1991年 - 2020年）の気候 | 住田（1991年 - 2020年）の気候 | 住田（1991年 - 2020年）の気候 | 住田（1991年 - 2020年）の気候 | 住田（1991年 - 2020年）の気候 | 住田（1991年 - 2020年）の気候 | 住田（1991年 - 2020年）の気候 | 住田（1991年 - 2020年）の気候 | 住田（1991年 - 2020年）の気候 |
| 月                                 | 1月                           | 2月                           | 3月                           | 4月                           | 5月                           | 6月                           | 7月                           | 8月                           | 9月                           | 10月                          | 11月                          | 12月                          | 年                            |
| ---------------------------------- | ----------------------------- | ----------------------------- | ----------------------------- | ----------------------------- | ----------------------------- | ----------------------------- | ----------------------------- | ----------------------------- | ----------------------------- | ----------------------------- | ----------------------------- | ----------------------------- | ----------------------------- |
| 最高気温記録 °C （°F）             | 15.2 (59.4)                   | 17.7 (63.9)                   | 22.6 (72.7)                   | 29.5 (85.1)                   | 33.8 (92.8)                   | 34.5 (94.1)                   | 36.3 (97.3)                   | 36.7 (98.1)                   | 35.7 (96.3)                   | 29.3 (84.7)                   | 23.3 (73.9)                   | 20.0 (68)                     | 36.7 (98.1)                   |
| 平均最高気温 °C （°F）             | 3.5 (38.3)                    | 4.5 (40.1)                    | 8.6 (47.5)                    | 14.7 (58.5)                   | 20.0 (68)                     | 23.2 (73.8)                   | 26.6 (79.9)                   | 28.1 (82.6)                   | 24.4 (75.9)                   | 18.8 (65.8)                   | 12.5 (54.5)                   | 6.1 (43)                      | 15.9 (60.6)                   |
| 日平均気温 °C （°F）               | −0.6 (30.9)                   | −0.2 (31.6)                   | 3.1 (37.6)                    | 8.6 (47.5)                    | 14.1 (57.4)                   | 18.0 (64.4)                   | 21.8 (71.2)                   | 23.0 (73.4)                   | 19.3 (66.7)                   | 13.0 (55.4)                   | 6.7 (44.1)                    | 1.6 (34.9)                    | 10.7 (51.3)                   |
| 平均最低気温 °C （°F）             | −4.5 (23.9)                   | −4.4 (24.1)                   | −1.7 (28.9)                   | 2.8 (37)                      | 8.7 (47.7)                    | 13.8 (56.8)                   | 18.3 (64.9)                   | 19.4 (66.9)                   | 15.4 (59.7)                   | 8.3 (46.9)                    | 1.9 (35.4)                    | −2.1 (28.2)                   | 6.3 (43.3)                    |
| 最低気温記録 °C （°F）             | −15.2 (4.6)                   | −15.4 (4.3)                   | −13.4 (7.9)                   | −5.4 (22.3)                   | −1.3 (29.7)                   | 3.0 (37.4)                    | 8.0 (46.4)                    | 9.9 (49.8)                    | 4.8 (40.6)                    | −1.4 (29.5)                   | −5.4 (22.3)                   | −12.7 (9.1)                   | −15.4 (4.3)                   |
| 降水量 mm （inch）                 | 43.1 (1.697)                  | 37.4 (1.472)                  | 90.6 (3.567)                  | 104.3 (4.106)                 | 125.0 (4.921)                 | 143.0 (5.63)                  | 184.2 (7.252)                 | 171.3 (6.744)                 | 187.2 (7.37)                  | 137.5 (5.413)                 | 81.3 (3.201)                  | 57.1 (2.248)                  | 1,365 (53.74)                 |
| 平均降水日数 （≥1.0 mm）           | 8.1                           | 7.4                           | 9.7                           | 9.5                           | 10.7                          | 10.5                          | 13.0                          | 11.4                          | 12.0                          | 10.7                          | 9.5                           | 9.2                           | 122.4                         |
| 平均月間日照時間                   | 132.5                         | 130.0                         | 164.4                         | 184.1                         | 187.8                         | 153.6                         | 136.8                         | 152.1                         | 131.6                         | 142.6                         | 138.3                         | 114.4                         | 1,769.2                       |
| 出典1：Japan Meteorological Agency |                               |                               |                               |                               |                               |                               |                               |                               |                               |                               |                               |                               |                               |
| 出典2：気象庁                      |                               |                               |                               |                               |                               |                               |                               |                               |                               |                               |                               |                               |                               |

## 歴史
- 2012年（平成24年）2月4日：平成23年度地域づくり総務大臣表彰で「地方自治体表彰」を受賞。

### 地名の由来
住田は、合併した上有住村・下有住村と世田米町からそれぞれ一文字ずつとった合成地名である。合併協議の際は地域を流れる気仙川（成瀬川）に由来した成瀬町にする予定だったが、反対により現在の地名となった。

## 行政
「当面合併せず自立、持続」を掲げ、独自の林業施策などを推進している。

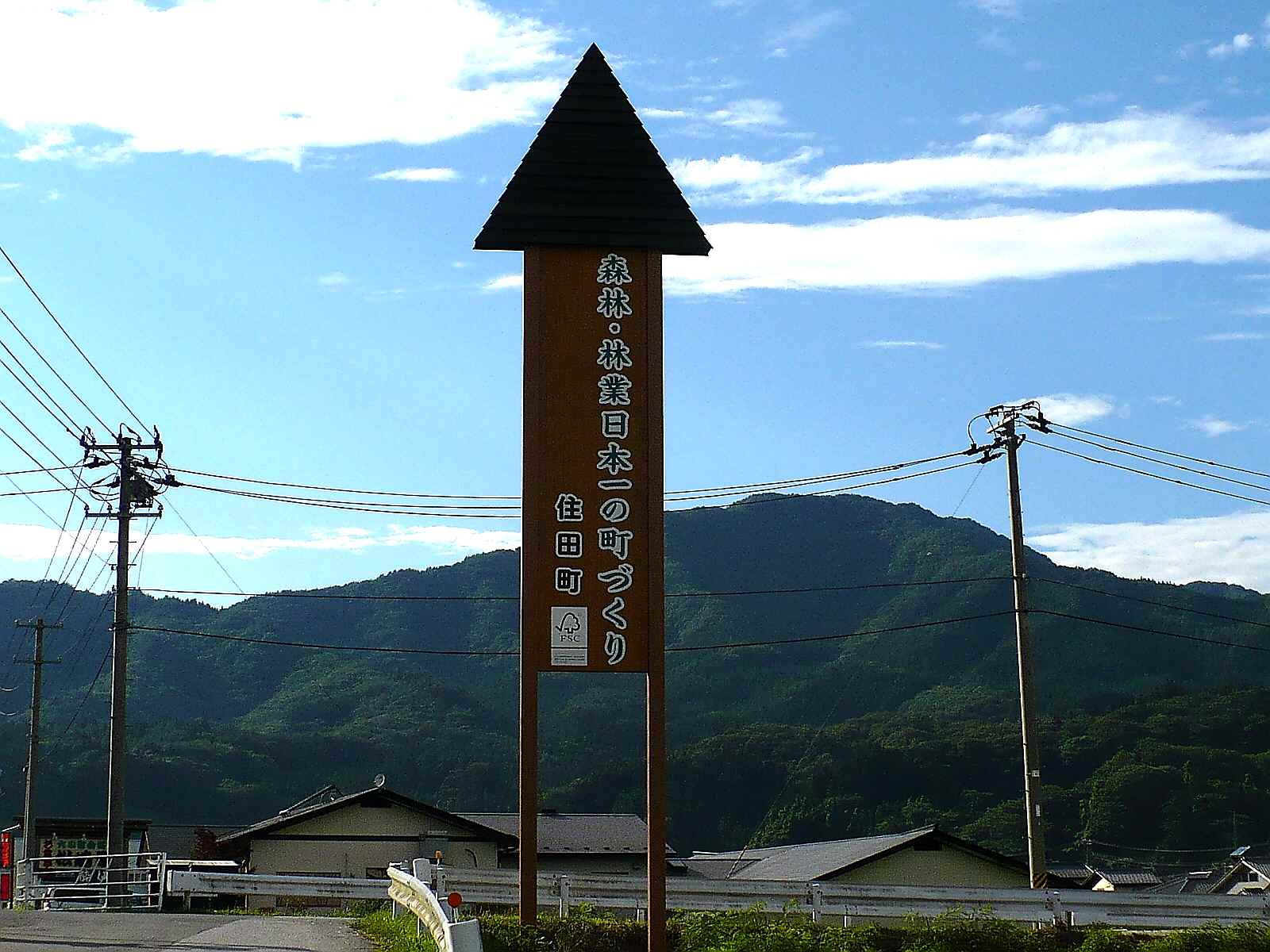
森林・林業日本一の町づくりの看板
住田町役場付近に掲げている

### 行政区域の変遷（市町村制施行以後）
- 1889年（明治22年）4月1日 - 町村制が施行される。
  - 世田米村が単独で村制施行し、気仙郡世田米村が成立。
  - 上有住村が単独で村制施行し、気仙郡上有住村が成立。
  - 下有住村が単独で村制施行し、気仙郡下有住村が成立。
- 1940年（昭和15年）4月29日 - 世田米村が町制施行し、気仙郡世田米町となる。
- 1955年（昭和30年）4月1日 - 世田米町、上有住村、下有住村が合併し、気仙郡住田町となる。

### 歴代町長
| 代    | 氏名       | 就任年月日               | 退任年月日                | 備考           |
| ----- | ---------- | ------------------------ | ------------------------- | -------------- |
| ―     | 菊池伊蔵   | 1955年（昭和30年）4月1日 | 1955年（昭和30年）4月30日 | 町長職務執行者 |
| 1     | 泉田増治郎 | 1955年（昭和30年）5月1日 | 1959年（昭和34年）4月30日 |                |
| 2     | 櫻井弘     | 1959年（昭和34年）5月1日 | 1961年（昭和36年）7月24日 |                |
| 3     | 泉田豊     | 1961年（昭和36年）8月5日 | 1965年（昭和40年）8月4日  |                |
| 4     | 水野吉郎   | 1965年（昭和40年）8月5日 | 1969年（昭和44年）8月4日  |                |
| 5-7   | 泉田豊     | 1969年（昭和44年）8月5日 | 1981年（昭和56年）8月4日  |                |
| 8     | 佐熊博     | 1981年（昭和56年）8月5日 | 1985年（昭和60年）8月4日  |                |
| 9     | 泉田豊     | 1985年（昭和60年）8月5日 | 1989年（平成元年）8月4日  |                |
| 10-12 | 菅野剛     | 1989年（平成元年）8月5日 | 2001年（平成13年）8月4日  |                |
| 13-16 | 多田欣一   | 2001年（平成13年）8月5日 | 2017年（平成29年）8月4日  |                |
| 17    | 神田謙一   | 2017年（平成29年）8月5日 | 現職                      |                |

### 行政機構
- 町長
  - 副町長
    - 総務課
    - 企画財政課
    - 町民生活課
    - 税務課
    - 保健福祉課
    - 農政課
    - 林政課
    - 建設課

  - 会計管理者
    - 会計室

  - 教育長
    - 教育委員会

### 財政
2007年度の当初予算規模は次のようになっている。
- 一般会計：約48億6900万円
- 特別会計：約28億0616万円

### 広域行政
- 気仙広域連合
- 大船渡地区環境衛生組合
- 大船渡地区消防組合
- 岩手沿岸南部広域環境組合

### 行政機関

#### 警察
- 岩手県警察 大船渡警察署
  - 世田米駐在所
  - 上有住駐在所

#### 消防
- 大船渡地区消防組合大船渡消防署
  - 住田分署

#### 医療
2007年（平成19年）10月時点で町内には有床診療所が1か所、無床診療所が2か所、歯科診療所が3か所存在する。
- 岩手県立大船渡病院附属住田地域診療センター(有床診療所)
  - 2008年（平成20年）4月、岩手県立住田病院の診療所化により設立

### 国・県の行政機関
前出のものを除く。

#### 国の機関
- 農林水産省林野庁東北森林管理局三陸中部森林管理署
  - 世田米森林事務所

#### 県の機関
- 岩手県住田整備事務所（旧 津付ダム建設事務所[注 1]）。

## 産業

### 林業
森林・林業日本一の町を目指すとして同町産の気仙スギのブランド化に取り組んでおり、1982年（昭和57年）には、町・森林組合などの出資による第三セクターとして住田住宅産業株式会社を設立し、他の木材産地に先駆けて産直住宅の販売を開始した。

### 郵便局

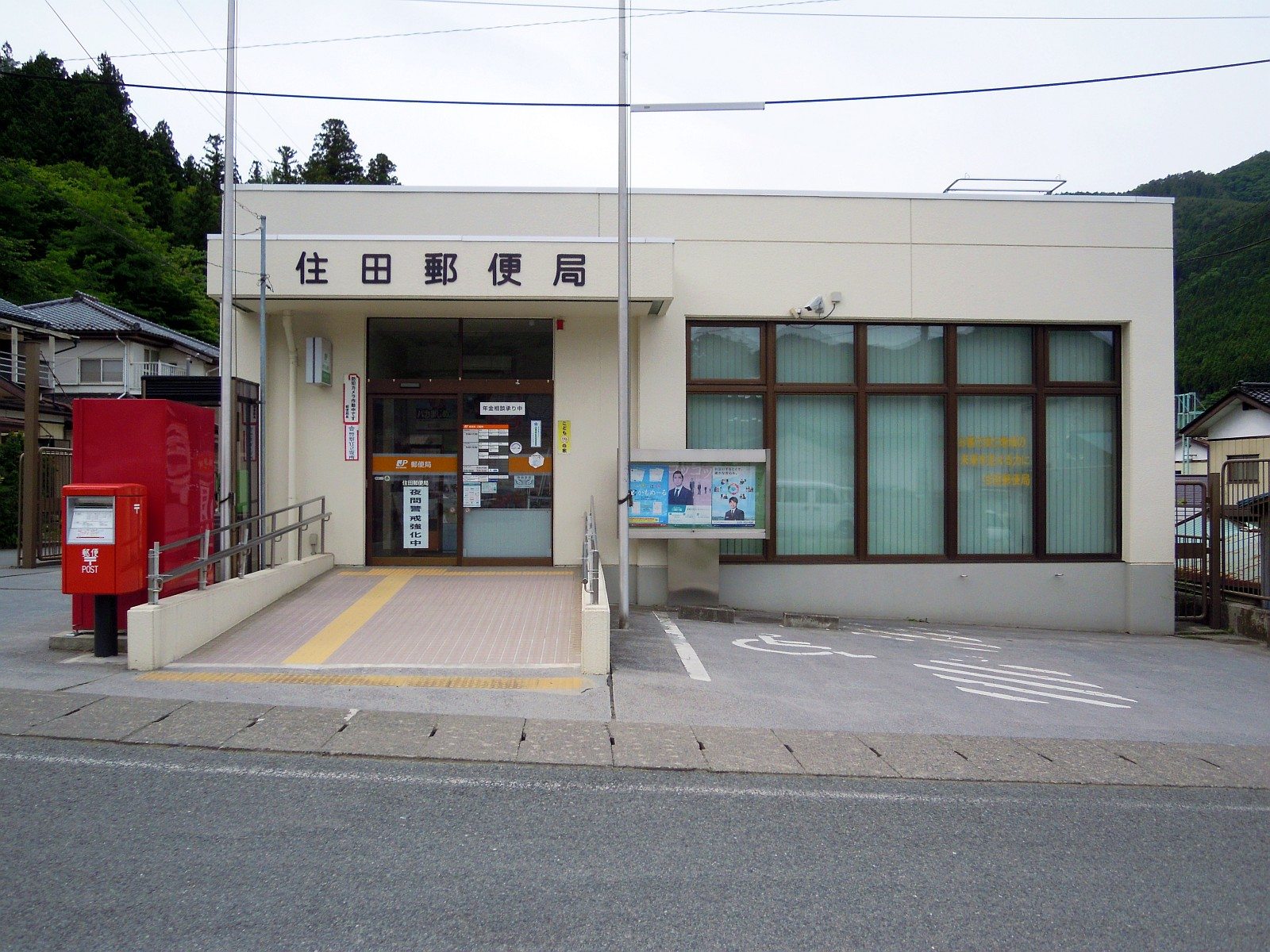
住田郵便局

- 住田郵便局（集配局）
- 上有住郵便局（集配局）
- 下有住郵便局
- 大股郵便局

## 立法

### 国政
衆議院小選挙区は岩手県第2区に属し、参議院選挙区は岩手県全体で1区を占める。現在選出の衆議院議員は以下のとおり。
- 2017年（平成29年）10月（第48回衆議院議員総選挙）
  - 鈴木俊一（自由民主党）

### 県政
岩手県議会は陸前高田市とともに陸前高田選挙区に属す。定数は1人である。
- 2015年（平成27年）9月
  - 佐々木茂光（自由民主クラブ）

### 住田町議会

#### 町議会の定数
定数12人である（2023年現在）。1995年（平成7年）までは定数20であり、その後は改選ごとに2議席ずつ定数を減らし、2011年（平成23年）に現在の12議席となった。

#### 町議会の構成
- 無所属 11人（議長・副議長含む）
- 日本共産党 1人

2023年（令和5年）9月の町議会議員選挙で初の女性議員が誕生した。

#### 歴代議長
| 氏名         | 就任年月日                | 退任年月日                | 備考 |
| ------------ | ------------------------- | ------------------------- | ---- |
| 菅野勇輔     | 1955年（昭和30年）4月12日 | 1963年（昭和38年）9月30日 |      |
| 紺野達郎     | 1963年（昭和38年）10月1日 | 1967年（昭和42年）2月28日 |      |
| 佐々木浩一郎 | 1967年（昭和42年）3月1日  | 1983年（昭和58年）9月30日 |      |
| 菅野剛       | 1983年（昭和58年）10月1日 | 1985年（昭和60年）6月24日 |      |
| 紺野朋夫     | 1985年（昭和60年）6月24日 | 1987年（昭和62年）9月30日 |      |
| 佐々木良平   | 1988年（昭和63年）10月1日 | 1995年（平成7年）1月11日  |      |
| 水野貞夫     | 1995年（平成7年）1月27日  | 1995年（平成7年）9月30日  |      |
| 多田清吾     | 1995年（平成7年）10月4日  | 2003年（平成15年）9月30日 |      |
| 山内茂       | 2003年（平成15年）10月1日 | 2004年（平成16年）6月14日 |      |
| 千葉滋夫     | 2004年（平成16年）6月14日 | 2007年（平成19年）9月30日 |      |
| 荒木久一     | 2007年（平成19年）10月1日 | 2007年（平成23年）9月30日 |      |
| 水野英哉     | 2011年（平成23年）10月1日 | 2015年（平成27年）9月30日 |      |
| 菊池孝       | 2015年（平成27年）10月1日 | 2019年（令和元年）9月30日 |      |
| 瀧本正德     | 2019年（令和元年）10月1日 | 現職                      |      |

#### 町議会の組織
議会運営委員会の他、3つの常任委員会を設置している。
- 議会運営委員会
- 常任委員会
  - 総務教民常任委員会
  - 産業経済常任委員会
  - 議会広報編集常任委員会

## 自治体交流
- 姉妹都市提携等を結んでいる市町村は存在しない。

## 地域

### 人口
| |                                        |  |
| 住田町と全国の年齢別人口分布（2005年） | 住田町の年齢・男女別人口分布（2005年） |  |
| ■紫色 ― 住田町 ■緑色 ― 日本全国 | ■青色 ― 男性 ■赤色 ― 女性              |  |
| 住田町（に相当する地域）の人口の推移 \| 1970年（昭和45年） \| 10,397人 \| \| \| 1975年（昭和50年） \| 9,585人 \| \| \| 1980年（昭和55年） \| 9,036人 \| \| \| 1985年（昭和60年） \| 8,702人 \| \| \| 1990年（平成2年） \| 8,228人 \| \| \| 1995年（平成7年） \| 7,783人 \| \| \| 2000年（平成12年） \| 7,305人 \| \| \| 2005年（平成17年） \| 6,848人 \| \| \| 2010年（平成22年） \| 6,190人 \| \| \| 2015年（平成27年） \| 5,720人 \| \| \| 2020年（令和2年） \| 5,045人 \| \| |                                        |  |
| 総務省統計局 国勢調査より |                                        |  |
| 1970年（昭和45年） | 10,397人                               |  |
| 1975年（昭和50年） | 9,585人                                |  |
| 1980年（昭和55年） | 9,036人                                |  |
| 1985年（昭和60年） | 8,702人                                |  |
| 1990年（平成2年） | 8,228人                                |  |
| 1995年（平成7年） | 7,783人                                |  |
| 2000年（平成12年） | 7,305人                                |  |
| 2005年（平成17年） | 6,848人                                |  |
| 2010年（平成22年） | 6,190人                                |  |
| 2015年（平成27年） | 5,720人                                |  |
| 2020年（令和2年） | 5,045人                                |  |

平成27年国勢調査より前回調査からの人口増減をみると、7.59％減の5,720人であり、増減率は県下33市町村中19位。

## メディア

### テレビ・ラジオ
住田テレビ（住田町地域情報通信基盤施設）が町内をカバーしている。
- 町中心部では陸前島部テレビ中継局経由で在盛民放テレビを直接受信可能だが、当町内に在盛民放の中継局がないため、一部地域でワンセグを視聴出来ない。

- 上有住地区の場合、アナログ放送時代は釜石テレビ・FM中継局（箱根峠）を受信していたが、2012年3月31日を以て廃局。デジタル放送の釜石中継局は箱根峠ではなく釜石鈴子テレビ・FM中継局に設置され、上有住地区で受信出来なくなることから、遠野テレビが地デジを光ファイバーで各世帯へ再送信する方式が採用された。これがのちの住田テレビとなる。

- 在盛ラジオはAMが大船渡中継局を、FMは陸前高田テレビ・FM中継局を各々受信。なおIBCラジオは盛岡親局と同じ684kHzで送信されているので、当町から内陸へ行く場合は周波数変更が不要（逆にFMとNHKは大船渡・遠野・盛岡各地区で周波数が異なる）。

- 当町南部では、隣県のTBCラジオも気仙沼局801kHz経由で昼夜通して良好に受信可能。

かつて住田町内に置かれていたテレビ中継局
- NHK住田テレビ中継局
- NHK住田八日町テレビ中継局
  - いずれも2012年3月31日を以て廃局となり、地デジ中継局設置予定は無い。

## 教育

### 高等学校
- 岩手県立住田高等学校
  - 岩手県は、志願者数の減少にともなって住田高等学校の廃校を計画している[11]。同町は、同校を公立中高一貫校化して存続を図りたいと考えており[12]、廃校を撤回するよう県に繰り返し申し入れてはいるが、県は方針を変えていない。

### 中学校
- 住田町立住田中学校

※以下は廃校
- 住田町立大股中学校姥石分校（1971年・大股中へ統合）
- 住田町立下有住中学校（1971年・統合により有住中へ）[13]
- 住田町立上有住中学校（同上）[13]
- 住田町立五葉中学校（同上）[13]
- 住田町立大股中学校（1984年・世田米中へ統合）[13]
- 住田町立世田米中学校（2024年・統合により住田町立住田中学校へ）[注 2]
- 住田町立有住中学校（同上）[注 3]

### 小学校
- 住田町立世田米小学校
- 住田町立有住小学校

※以下は廃校
- 住田町立上有住小学校根岸分校（1961年・上有住小へ統合）
- 住田町立川口小学校（1964年・世田米小へ統合）
- 住田町立上有住小学校新田山分校（1969年・上有住小へ統合）
- 住田町立下有住小学校火の上分校（1969年・下有住小へ統合）
- 住田町立下有住小学校親切分校（同上）
- 住田町立大股小学校姥石分校（1971年・大股小へ統合）

- 住田町立上有住小学校鳴木分校（1975年・上有住小へ統合）
- 住田町立大股小学校（2002年・世田米小へ統合）
- 住田町立五葉小学校（2002年・上有住小へ統合）
- 住田町立上有住小学校（2008年・統合により有住小へ）
- 住田町立下有住小学校（2008年・同上）

## 交通

### 鉄道
- 東日本旅客鉄道（JR東日本）
  - 釜石線
    - 上有住駅
    - 住田町唯一の鉄道駅だが、町の中心部（町役場のある世田米地区）から大きく離れた北東外れに位置しており、国道340号と県道167号経由で住田町コミュニティバス「川口上有住線」が連絡している。

### バス路線
- 岩手県交通
  - 陸前高田住田線
  - 急行盛岡大船渡線
  - 大股線
    - 主な停留所：世田米駅

- 住田町コミュニティバス
  - 川口上有住線
  - 八日町遠野駅線

※住田町市街地（世田米地区）へは岩手県交通（急行盛岡大船渡線・陸前高田住田線）を利用。
過去に存在したバス路線
- 遠野本線（JRバス東北） - 現在の陸前高田住田線並びに遠野住田線
- 大洞線（JRバス東北） - 現在の八日町上有住線
- 特急大船渡～水沢線（岩手県交通） - 2006年（平成18年）3月に廃止
- 遠野住田線・八日町上有住線（住田交運） - 2010年（平成22年）4月1日に住田町コミュニティバスへ移行

### 道路

#### 高速自動車国道に並行する一般国道の自動車専用道路
- E46 釜石自動車道
  - 一般国道283号仙人峠道路
    - インターチェンジ：(7) 滝観洞IC（2008年〈平成20年〉3月16日開設）

隣接する遠野市に遠野住田ICがある。

#### 一般国道
- 国道107号
- 国道340号
- 国道397号

#### 県道

##### 一般県道
- 岩手県道167号釜石住田線
- 岩手県道180号上有住日頃市線
- 岩手県道238号遠野住田線
- 岩手県道246号世田米矢作線

## 名所・旧跡・観光スポット・祭事・催事

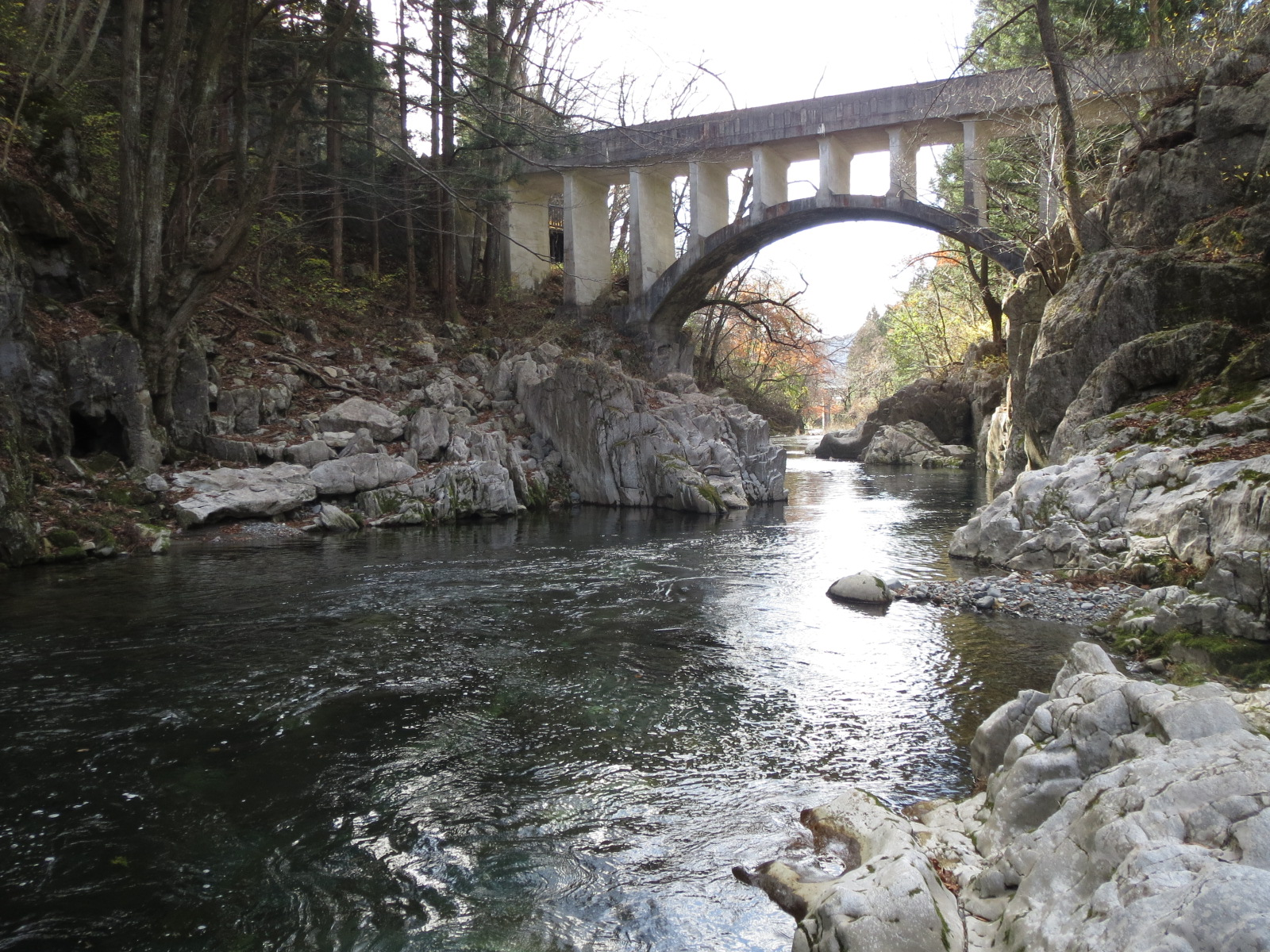
気仙川にかかる葉山めがね橋

### 火縄銃鉄砲隊
気仙地域は以前は伊達領であり、当時、伊達藩の火縄銃に使われる火縄が、現在の住田町と大船渡市、釜石市にまたがる五葉山で生産されていたことから、五葉山火縄銃鉄砲隊が結成され、さまざまなイベントでその様子を見ることができる。

### 滝観洞
五葉山近く、JR上有住駅のすぐそばには洞窟内の滝としては日本最大級の落差を持つ天の岩戸の滝（高さ29 m）を見ることのできる滝観洞があり、1977年の映画「八つ墓村」（野村芳太郎監督）のロケ地としても使用されている。また、滝観洞のすぐ近くに白蓮洞もある。

### すたーうぉっちんぐ
宮沢賢治にゆかりの深い種山ヶ原があることで知られ、かつては毎年8月上旬に全国から約1000人が集まってキャンプをしながら星空を眺めるイベントすたーうぉっちんぐ種山ヶ原が、地元青年が起こした無限会社天地人主催で開催されていた。このイベントでは、天体望遠鏡を搭載した自動車「アストロカー」を使って天体観測をすることができた。無限会社天地人の解散により、2005年（平成17年）を最後に開催は打ち切られた。

### KESEN ROCK FESTIVAL
すたーうぉっちんぐに代わる音楽イベントとして、「KESEN ROCK FESTIVAL」が2009年より毎年7月に種山高原で行われている。

### 葉山めがね橋
1931年（昭和6年）に気仙川にかけられた農地かんがい専用水路橋。右岸に導水するコンクリート製のアーチ橋であり、その形状から「めがね橋」と呼ばれる。

### 松日橋
気仙川に架けられた木製の橋。川の増水時に橋材が流されることを前提とした流れ橋であり、たびたび流されているが、その都度復元されている。

## 著名な出身者
- 佐藤霊峰（歌人）
- 佐々木はるお（歌手）
- 早瀬ひとみ（歌手）
- 佐々木七恵（マラソン選手、大船渡市出身、住田高校卒）
- 及川達郎（俳優、イラストレーター）